# Mavoor (Mahur), Savanur
Mavoor (Mahur) là một làng thuộc tehsil Savanur, huyện Haveri, bang Karnataka, Ấn Độ.